# Кабриолет
Кабриолет је било који путнички аутомобил са металним или платненим кровом, којег је по потреби могуће електричним или ручним путем склопити иза путничке кабине или у пртљажник. 
Међутим, за неке врсте кабриолета често се користе и посебни називи, па се тако спортски кабриолет са два седала назива родстер, спајдер или спидер. Модерни кабриолет са дводелним електрично склопивим металним кровом назива се и купе кабриолет или скраћено CC, будући да са подигнутим кровом има облик купеа.
Постоји и врста полукабриолета под називом тарга, а ради се о спортском купеу са два седала и једноделним металним кровом, који се по потреби може склонити ручним путем. Као пример тарге може се навести корвета у купе верзији.